# Philodendron simsii
Philodendron simsii är en kallaväxtart som först beskrevs av William Jackson Hooker, och fick sitt nu gällande namn av Robert Sweet och Carl Sigismund Kunth. Philodendron simsii ingår i släktet Philodendron och familjen kallaväxter. Inga underarter finns listade.

## Bildgalleri

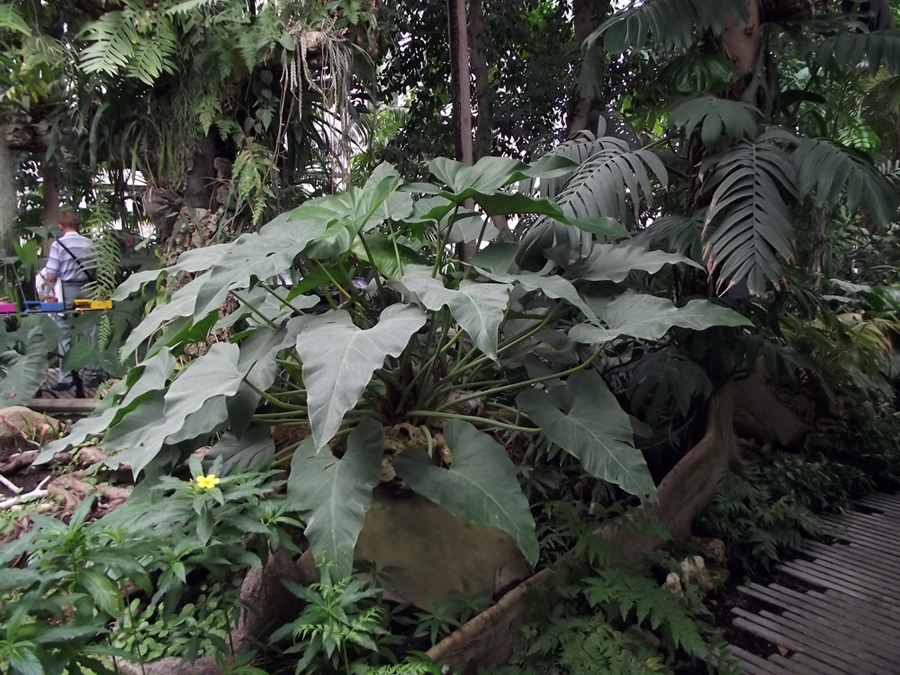